# Levantisches Meer

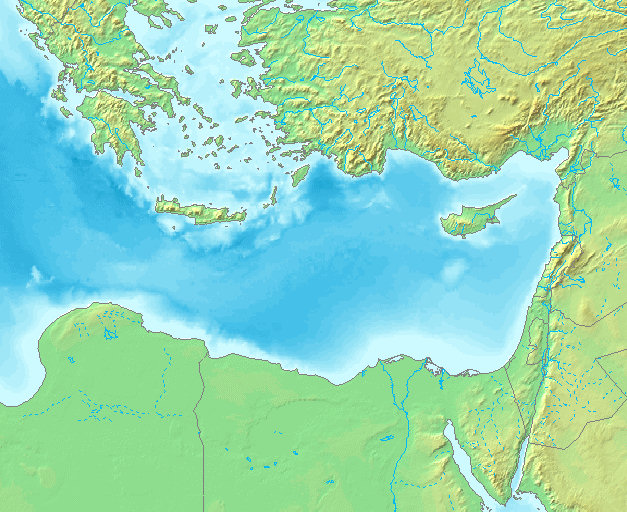

Das Levantische Meer

Atlasblatt Mittelmeer und Nordafrika von 1875

Das Levantische Meer (auch: Levantinisches Meer) ist der östlichste Teil des Mittelmeeres entlang der Levante und weiteren Küstengebieten. Im Norden wird es durch die türkische Küste begrenzt, im Osten durch Syrien, Libanon, Israel sowie den Gazastreifen und im Süden durch Ägypten und Libyen. Im Nordwesten grenzt das Levantische Meer an das Ägäische Meer (speziell dessen südöstliches Teilmeer Karpathisches Meer), und im Westen an das Libysche Meer. Als westliche Grenze ist die Linie vom Kap Ra's al-Hilal an der libyschen Küste bis zur Insel Gavdos südlich von Kreta festgelegt.
Die Levantische See hat eine Flächenausdehnung von rund 320.000 km². Die größte Tiefe wird mit 4384 Metern im Pliniusgraben erreicht, etwa 80 km südlich von Kreta. Größte Insel im Levantischen Meer ist Zypern.
Der nördliche Teil des Levantinischen Meeres zwischen Zypern und der Türkei ist auch als Kilikisches Meer bekannt. An der türkischen Südküste liegen drei Buchten: der Golf von Antalya sowie weiter östlich der Golf von Mersin und der Golf von İskenderun.
In der Antike wurde das Meeresgebiet vom Karpathischen Meer bis zur ägyptischen Küste Mare Aegyptum (Ägyptisches Meer) genannt. Das Meeresgebiet entlang der Küste des damaligen Phönizien bzw. der heutigen Staaten Syrien, Libanon und Israel wurde als Phönizisches Meer bzw. Lateinisch Mare Phoenicium bezeichnet.